# Buffet de chasse
Un buffet de chasse est un meuble européen en bois, constitué d'un bas d'armoire à hauteur de taille, et qui se compose d'un corps à deux grands battants reposant sur un socle. Il servait à présenter des pièces de gibier à l'issue de la chasse. 

## Description
Le buffet de chasse est un meuble construit en bois massif (chêne clair, noyer, merisier), et à dessus de pierre (marbres, calcaires). 
Il est composé en façade de deux portes (à simple ou double évolution) et de tiroirs (2 petits latéraux pour les buffets Ile-de-France, et 2 grands cachés par les portes fermées pour les buffets lyonnais). Il est souvent de grandes dimensions par rapport à un buffet bas classique.
Le buffet de chasse est un buffet très caractéristique du XVIIe siècle et du XVIIIe siècle.